# Resolució 2196 del Consell de Seguretat de les Nacions Unides
La Resolució 2196 del Consell de Seguretat de les Nacions Unides fou adoptada per unanimitat el 22 de gener de 2015. El Consell va ampliar l'embargament d'armes, les prohibicions de viatge i les sancions financeres contra la República Centreafricana durant un any fins al 29 de gener de 2016.

## Contingut
La MISCA i l'EUFOR RCA havien augmentar la seguretat a la República Centreafricana, però la situació es mantenia fràgil. La UE també va decidir enviar la missió EUMAM RCA per proporcionar assessorament al país sobre la reforma del seu exèrcit. A l'octubre de 2014 esclatà la violència a Bangui i el govern provisional i les missions de pau van ser atacades arreu del país. Els atacs a les forces de manteniment de la pau eren potencialment crims de guerra.
El panell d'experts creat per la Resolució 2127 per vigilar l'embargament d'armes a la RCA va informar que els grups armats continuaven desestabilitzant la pau i dedicant-se a l'explotació il·legal i el comerç d'or, diamants, fauna i similars. També l'Exèrcit de Resistència del Senyor ugandès encara estava actiu al país.
L'embargament d'armes es va estendre fins al 29 de gener de 2016. Només n'eren excloses les missions internacionals, els serveis de seguretat de la RCA i les armes lleugeres per a les patrulles contra el contraban en les reserves naturals a les fronteres amb Camerun i la República del Congo.
La prohibició de viatjar i la congelació d'actius contra persones i organitzacions incloses pel Comitè que supervisava les sancions contra la RCA es van estendre fins a la mateixa data data. Es tractava d'individus i organitzacions que violen l'embargament d'armes, cometien violacions, reclutaven nens soldat, recolzaven a grups armats o xarxes de delinqüència mitjançant el comerç il·legal de recursos naturals o obstaculitzaven l'ajut internacional.